# Gongylidioides cucullatus
Gongylidioides cucullatus är en spindelart som beskrevs av Ryoji Oi 1960. Gongylidioides cucullatus ingår i släktet Gongylidioides och familjen täckvävarspindlar. Inga underarter finns listade i Catalogue of Life.